# 臺中市立溪南國民中學
臺中市立溪南國民中學，簡稱溪南國中，是臺灣臺中市烏日區的一所國民中學，因地處大里溪之南而得名。

## 歷任校長
1. 林文朝：1978年8月27日－1983年
2. 蕭雲淡：1983年11月－1986年1月
3. 張連祥：1986年2月－1991年3月
4. 趙健治：1991年3月－1993年9月
5. 林本川：1993年9月－1997年8月
6. 林耀煌：1997年8月－2001年8月
7. 林美如：2001年8月－2007年2月
8. 林堂烈：2007年2月－2007年7月
9. 詹谷原：2007年7月－2014年7月31日
10. 宋淑娟：2014年8月1日－2018年7月31日
11. 張倉漢：2018年8月1日－2024年7月31日
12. 張祥宜：2024年8月1日－現任

## 學區
包含東園里、溪埧里、南里里、螺潭里、北里里、溪尾里、霧峰區五福里14－20鄰。

## 外部連結
- 台中市立溪南國民中學 （页面存档备份，存于）